# Àrea 51
L'Àrea 51 (també coneguda com a Dreamland o Groom Lake) és una base militar i un destacament remot de la Base Edwards de la Força Aèria dels Estats Units d'Amèrica (USAF). Es troba al sud de Nevada a l'oest dels Estats Units uns 133 km al nord-nord-oest de Las Vegas. Situat en el seu centre, a la riba sud del Llac Groom, hi ha un camp d'aviació militar de grans dimensions. El propòsit principal de la base és indeterminat, la USAF diu que és un camp d'entrenament obert, però, sobre la base de l'evidència històrica, sembla donar suport al desenvolupament i proves d'avions experimentals i sistemes d'armament. La USAF va adquirir el lloc el 1955, principalment per provar en vol l'avió Lockheed U-2.
Davant el secretisme per part del Govern dels Estats Units d'Amèrica del que allà es fa, aquesta zona ha estat font de diverses teories conspiratives relacionades amb els ovnis. El juny de 2019, l'estudiant universitari californià Matty Roberts va publicar una invitació via Facebook per ocupar l'Àrea 51 i veure extaterrestres el 20 de setembre del mateix any. Oficialment, es van apuntar més d'un milió de persones a la convocatòria de Facebook; a 20 de setembre de 2019 es van comptabilitzar uns centenars de persones, lluny del milió d'inscrits a Facebook.

## Història

### Groom Lake
Plom i plata van ser descoberts a la zona sud de la Serralada de Groom el 1864 i la companyia anglesa Groome Lead Mines Limited va finançar les Mines Conception a la dècada dels 70, donant al districte el seu nom (a la regió es trobaven mines molt properes com Maria, Willow i White Lake). Les propietats a Groom es van adquirir per JB Osborne i socis, patentant així els drets el 1876, posteriorment el seu fill va adquirir els drets a la dècada de 1890. Aquests drets van ser incorporats per dues empreses el 1916 per seguir amb la posada en marxa i la continuació de la investigació minera fins a 1918, aquest projecte es va reprendre després de la Segona Guerra Mundial fins a la dècada de 1950.

### Segona Guerra Mundial
L'aeròdrom de Groom Lake va començar a estar operatiu el 1942 sota el nom de Camp Auxiliar de la Força Aèria d'Indian Springs (Indian Springs Air Force Auxiliary Field) i consistia bàsicament de dues pistes d'aterratge alineades. 37°16′35″N 115°45′20″O. L'aeròdrom podria haver estat utilitzat per a la pràctica d'artilleria amb munició viva i incursions de bombardeig i els cràters oberts per les bombes són encara visibles als voltants.

## A l'Àrea 51
El 14 de juliol del 2003, el Govern Federal va admetre l'existència de la instal·lació, tàcitament reconeix que la Força Aèria té un "lloc" prop del llac, però no proporciona més informació.
A diferència del Polígon de Nellis, la zona que està al voltant del llac està permanentment fora de límit per als civils i el trànsit aeri regulat. L'àrea està protegida per estacions de radar, sensors de moviment sota terra, i els visitants inesperats es trobaran amb helicòpters i guàrdies armats. Ningú es pot perdre accidentalment a l'exclusiva "caixa" al voltant de l'espai aeri de Groom Lake, fins i tot els pilots militars d'entrenament de la NAFR són registrats com a fustigadors extensivament per agents de la intel·ligència militar.
El perímetre de la base està vigilat per uns guàrdies de seguretat privats uniformats que treballen per al subcontractista de seguretat d' EG&G Technical Services, la Wackenhut, que patrullen amb tot terrenys Jeep Cherokees i Humvees; el 2001 van canviar les seves camionetes, actualment porten unes Ford F-150 color xampany i uns tot terrenys Chevy 2500 4X4 grisencs. Tot i que els guàrdies estan armats amb M16, no ha ocorregut cap trobada violenta amb cap turista, en canvi, els guàrdies en general segueixen i observen detingudament els visitants prop del perímetre per si algú el creués, en cas que això passés, els guàrdies prendrien mesures més reservades i trucarien posteriorment al Sheriff del Comtat de Lincoln.
La base no apareix als mapes públics del govern nord-americà; el mapa topogràfic d'United States Geological Survey sobre aquesta àrea només mostra la descontinuada Mina Groom i la carta de l'aviació civil per a Nevada mostra només una gran àrea restringida, però la defineix com a part de l'espai aeri restringit de Nellis. Igualment la pàgina de l'Atlas Nacional que mostra terrenys federals de Nevada no distingeix entre el bloc de Groom i altres parts de la cadena muntanyenca de Nellis. Encara que està oficialment desclassificat, el film original pres el 1960 pel satèl·lit espia US Corona s'ha alterat posteriorment a la seva publicació; com a resposta a peticions d'informació, el govern respon que aquestes exposicions (el mapa de Groom i la NAFR) semblen haver estat destruïdes. Imatges de satèl·lit del servidor Terra (les quals estaven disponibles al públic) van ser esborrades dels servidors (incloent Microsoft "Terraserver") el 2004, i es va fer disponible un mapa actualitzat d'USGS de la versió monocromàticaamb resolució de 1m. Les imatges de NASA Landsat 7 encara estan disponibles (aquestes són utilitzades al programa World Wind de NASA i es mostren als mapes de Google). També estan fàcilment disponibles en imatges d'altres països, incloent fotografies en alta resolució de satèl·lits russos i el sistema comercial IKONOS (a Internet).
En resposta a demandes mediambientals i per part d'empleats (que inclouen una demanda ja que van tenir exposició a deixalles tòxiques), una Determinació Presidencial es publica anualment, excloent de les lleis ambientals les operacions de la Força Aèria a prop de Groom Lake, Nevada. Això, però, constitueix l'únic reconeixement formal que el govern dels EUA ha donat sobre Groom Lake com a part del complex Nellis.
El govern de l'Estat de Nevada, reconeixent que el folklore al voltant de la base pot aportar algun turisme potencial, ha reanomenat la secció de la Carretera 375 de Nevada (prop de Rachel) " La Carretera Extraterrestre ", i ha posat senyals imaginaris i il·lustratius a durant aquesta secció.
Tot i que la propietat federal dins de la base està exempta d'impostos estatals i locals, les instal·lacions de propietat dels contractistes no ho estan. Una investigació revela que la base declara un valor d'impostos de $2 milions de dòlars a l'assessor del Comtat de Lincoln, que per cert no està autoritzat a entrar a l'àrea per fer una assessoria. Alguns residents del comtat Lincoln s'han queixat dient que la base és una càrrega injusta al comtat, ja que proveeix molt pocs treballs (la majoria dels empleats viuen a prop de Las Vegas) i imposa una expropiació inadequada de terres i costos per a aplicació de la llei.

### Problemes jurídics per les violacions del medi ambient
El 1994, cinc contractistes civils anònims i les vídues dels contractistes Walter Kasza i Robert Frost van demandar a la Força Aèria ia l' Agència de Protecció Ambiental dels Estats Units. Les seves demandes, que van estar representades pel professor de dret de la Universitat George Washington Jonathan Turley, va afirmar que aquests contractistes de l'Àrea 51 havien estat exposats a grans quantitats de substàncies químiques desconegudes que havien estat cremades en pedreres a cel obert i en fosses de Groom Lake. Les biòpsies realitzades als demandants van ser analitzades per bioquímics de la Universitat de Rutgers i van trobar alts nivells de dioxina, dibenzofurà i tricloroetilè en el seu greix corporal. Els demandants van assegurar que havien patit malalties respiratòries, lesions cardiovasculars degudes a la seva feina a Groom Lake, i tot això havia contribuït a la mort de Frost i Kasza. La demanda judicial demana una indemnització per les lesions que havien patit els antics empleats de l'Àrea 51, al·legant que la Força Aèria dels Estats Units ha manipulat il·legalment materials tòxics, i que l'Agència de Protecció Ambientalha optat per violar les lleis federals dels Estats Units i ha patit el deure de fer complir l'Acta Conservació i Recuperació de Recursos (que regula el maneig de materials perillosos). També van sol·licitar informació detallada sobre els productes químics a què suposadament van ser exposats, amb l'esperança de facilitar el tractament mèdic dels supervivents. El Congressista Lee H. Hamilton, expresident de la Cambra del Comitè d'Intel·ligència, va dir al periodista Leslie Stahl del programa de televisió 60 minuts que "La Força Aèria està classificant tota la informació sobre l'Àrea 51 per tal de preservar-se d'una demanda".

## Teories de conspiració i OVNIS concernents a l' Àrea 51
La naturalesa reservada i la connexió indubtable amb investigacions d'aeronaus classificades, juntament amb informes de fenòmens estranys, han conduït l'Àrea 51 a convertir-se en una peça central del folklore modern dels ovnis i teories de conspiració. Algunes de les activitats poc convencionals que es van dir que estan en curs a l'àrea 51 inclouen:
- L'emmagatzematge, examen i investigació d'una nau espacial extraterrestre (incloent-hi material suposadament recuperat a Roswell), l'estudi dels seus ocupants (vius i morts) i la manufactura de naus basades en tecnologia extraterrestre. Bob Lazar va afirmar haver estat involucrat en aquestes activitats, i també va afirmar que el motor d'aquestes naus funcionarien per mitjà de l'element químic núm. isòtops.
- Reunions o tasques comunes amb extraterrestres. El desenvolupament d'exòtiques armes d'energia (per a aplicacions de defensa estratègica SDI [ Strategic Defense Initiative o Iniciativa de Defensa Estratègica ]) i dispositius per a la manipulació del clima.
- El desenvolupament dels viatges en el temps i tecnologia de teleportació.
- El desenvolupament d'estranys i exòtics sistemes de propulsió en relació amb el projecte Aurora.

Moltes de les hipòtesis fan referència a instal·lacions subterrànies a Groom Lake oa Papoose Lake, a uns 12 km al sud, i teories sobre un sistema de ferrocarril subterrani transcontinental.

## Àrea 51 en la cultura popular
- Aquesta base militar ha estat present en l'argument de diverses sèries de televisió com Futurama, American Dad, Els Simpson (anomenada Àrea 51-A), Kid vs. Kat (anomenada Àrea 102), Megas XLR (anomenat Àrea 50), a Total Drama World Tour, Zoom i Looney Tunes: Back in Action (també es presenta l'Àrea 52), The X-Files, Taken, Star Trek: Espai profund 9, Kim Possible, Lilo & Stitch, Els Padrins Màgics, Betty Atòmica, Stargate SG1, JAG, Johnny Test (anomenada Àrea 51.1), Harvey Beaks (trucada Àrea 52-A), Ben 10: Ultimate Alien i Zeke i Luther (trucada Àrea 57), així com en les pel·lícules Groom Lake, Independence Day, Super 8, National Treasure: El Llibre dels Secrets, Indiana Jones i el regne de la calavera de vidre, Transformers (anomenada Sector 7) i Àrea 51. Esmentada a la pel·lícula Monsters vs. Aliens.
- És escenari de videojocs com Area 51 (1995), Half-Life (com Black Mesa Research Facility), Microsoft Flight Simulator X, Ben 10: Protector of Earth, Roblox, Alien Hominid, Deus Ex, Tomb Raider III, Attack of the Saucerman, Àrea 51 (2005), Prey, Perfect Dark, Tony Hawk's Pro Skater, Grand Theft Auto: San Andreas (anomenada Àrea 69, Àrea Restringida o la base militar), Call of Duty: Black Ops (mapa Hangar 18 a l'Àrea 51),Duke Nukem 3D Atomic Edition, Twisted Metall III, Rogue Trip, Maquinari Online Arena, Crash Bandicoot 3: Warped (al món "Àrea 51?") i Grand Theft Auto V (anomenada Fort Zancudo); on hi ha una cursa amb ovnis a una autopista de nit). Encara que d'aquests molts no tenen la conspiració ovni com a eix central de la trama i només tenen característiques relacionades amb el lloc, exposat amb altres noms. Al ja esmentat videojoc Grand Theft Auto: San Andreas es pot visitar i és una base militar amb molts rastres d'evidència alienígena. Al videojoc Los Sims 3, hi ha un solar amb un paisatge molt similar al de l'Àrea 51, el qual, curiosament està molt a prop de la base militar de Sunset Valley. A Conspiració X, és una base d'operacions assegurada, per a les operacions en contra d'extraterrestres per part dels jugadors: la base és un lloc amb laboratoris estudiant i interceptant éssers d'altres mons per a estudis.
- A les novel·les La biblioteca dels morts i El llibre de les ànimes de Glen Cooper, aquest lloc és camuflat com un lloc d'estudi d'ovnis, quan en realitat protegeix milers de manuscrits medievals, on es recullen les dates de naixements i morts de persones de tot el globus fins al 2027. A més, apareix a diverses novel·les de Robert Doherty, que descriu els esdeveniments després que científics de l'Àrea 51 fan contacte amb extraterrestres ia la Saga Lux, Origin, que l'acció transcorre a l'Àrea 51 (un dels protagonistes és un extraterrestre).
- La cançó « Hangar 18 » del grup Megadeth parla sobre l'Hangar 18 de l'Àrea 51, on suposadament estan guardats les restes i proves de l' Incident OVNI de Roswell. També, Àrea 51 és el nom de model de la desktop insígnia d'Alienware.
- La cançó Roswell 47q del grup de Death Metal melòdic Hypocrisy (les lletres del qual estan centrades al tema ovni) parla sobre el que passo en aquesta àrea, i com el govern ho ha encobert.